# 瓜达洛普山脉
瓜达洛普山脉（英语：Guadalupe Mountains）是位于西得克萨斯州和新墨西哥州东南部的山脉。得克萨斯州最高峰——2667m高的瓜达洛普峰位于该山脉上的瓜达洛普山国家公园中。瓜达洛普山脉东至佩科斯河河谷，北及埃斯塔卡多平原，南到特拉华山脉，西抵萨克拉门托山脉。史前暗礁最清楚的出露之一保留在山脉的基底中。其基底还包含二叠纪礁栖生物群，是地层学、古生物学和古生态学的宝贵材料。

## 历史
考古学证据表明，人类在1万多年前就已经住在许许多多的洞穴和风蚀壁龛内外了。最早在这里生活的人是狩猎采集部落，他们追踪大型猎物、收集可食用植物。人工制品有篮子、陶器和岩画等。
16世纪，西班牙人最先抵达这片地区，但他们没有成为定居者的打算。西班牙人向这里引进了马，阿帕奇人等游牧原住民部落很快发现马很适合用于狩猎和迁徙。梅斯卡勒罗人是游牧民族，种植龙舌兰以获得食物和纤维。“梅斯卡勒罗”是梅斯卡尔酒在西班牙语中的称呼。公园里还有龙舌兰烤坑和其他梅斯卡勒罗文化的人工制品。

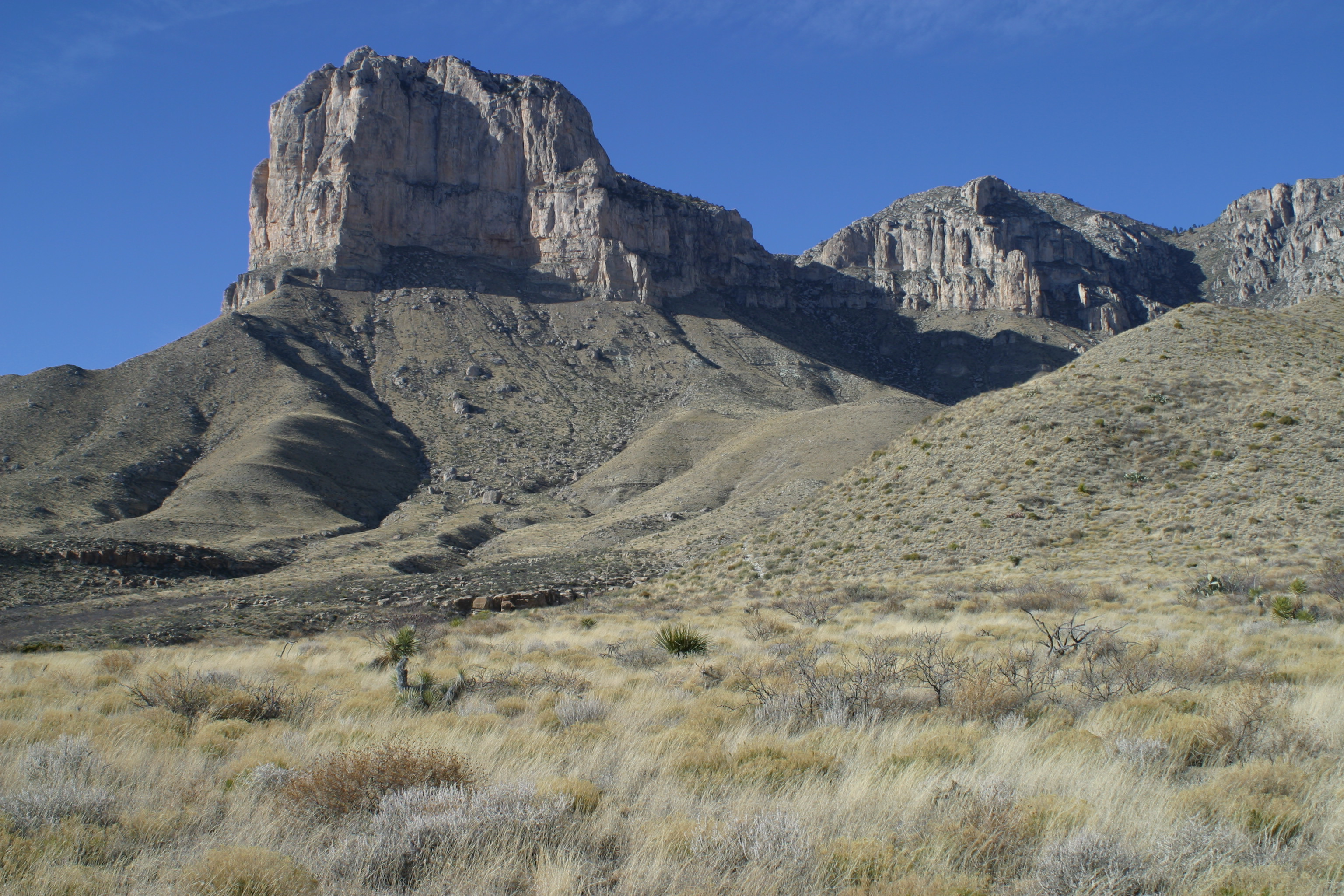
2006年的瓜达洛普山脉

梅斯卡勒罗人到19世纪中叶还是这里的原住民，到南北战争结束时，交通线的建设开始侵占他们的生活用地。1840年代和50年代期间，许多人途径这片区域迁向西部。在1858年，松泉附近为巴特菲尔德陆路邮件设立了Pinery站。它横穿海拔1687m的瓜达洛普小道。一支布法罗士兵奉命前往该地区，阻止印第安人对定居点和补给线的袭击。在1869年冬天，Lt. H.B. Cushing带着他的士兵进入瓜达洛普山脉并摧毁了两处梅斯卡勒罗营帐。梅斯卡勒罗人最终被驱逐至印第安保留地。
菲利克斯·麦克垂克是瓜达洛普山脉最早的欧洲定居者之一。他在1870年代以放牧为生，据说麦克垂克峡谷就是以他的名字命名的。Frijole牧场是第一个永久牧场，它在1876年由Rader兄弟建成。Frijole农场屋是区域内唯一的大型建筑，1916到1942年它是这一地区的社区中心和邮局。今日，Frijole农场屋被保留下来，作为文化博物馆继续存在。威廉牧场建于1908年，以其住户之一—威廉·阿道弗斯·威廉姆斯命名。来自范霍恩的J.C. Hunter联合这片地区大部分小牧场，形成瓜达洛普山牧场。1921年，翁布尔石油精炼公司地质顾问Wallace Pratt被麦克垂克峡谷的壮丽震撼，买下这片地皮后在峡谷中建了两间房子。Pratt和他的家庭直到1960年都将这里当做避暑圣地。之后，Wallace Pratt捐献了麦克垂克峡谷中约24km2的土地，成为瓜达洛普山国家公园的一部分。1978年，美国国会将得克萨斯州一侧的190km2山脉划入国家荒野保护体系，由美国国家公园管理局管理。

## 地理

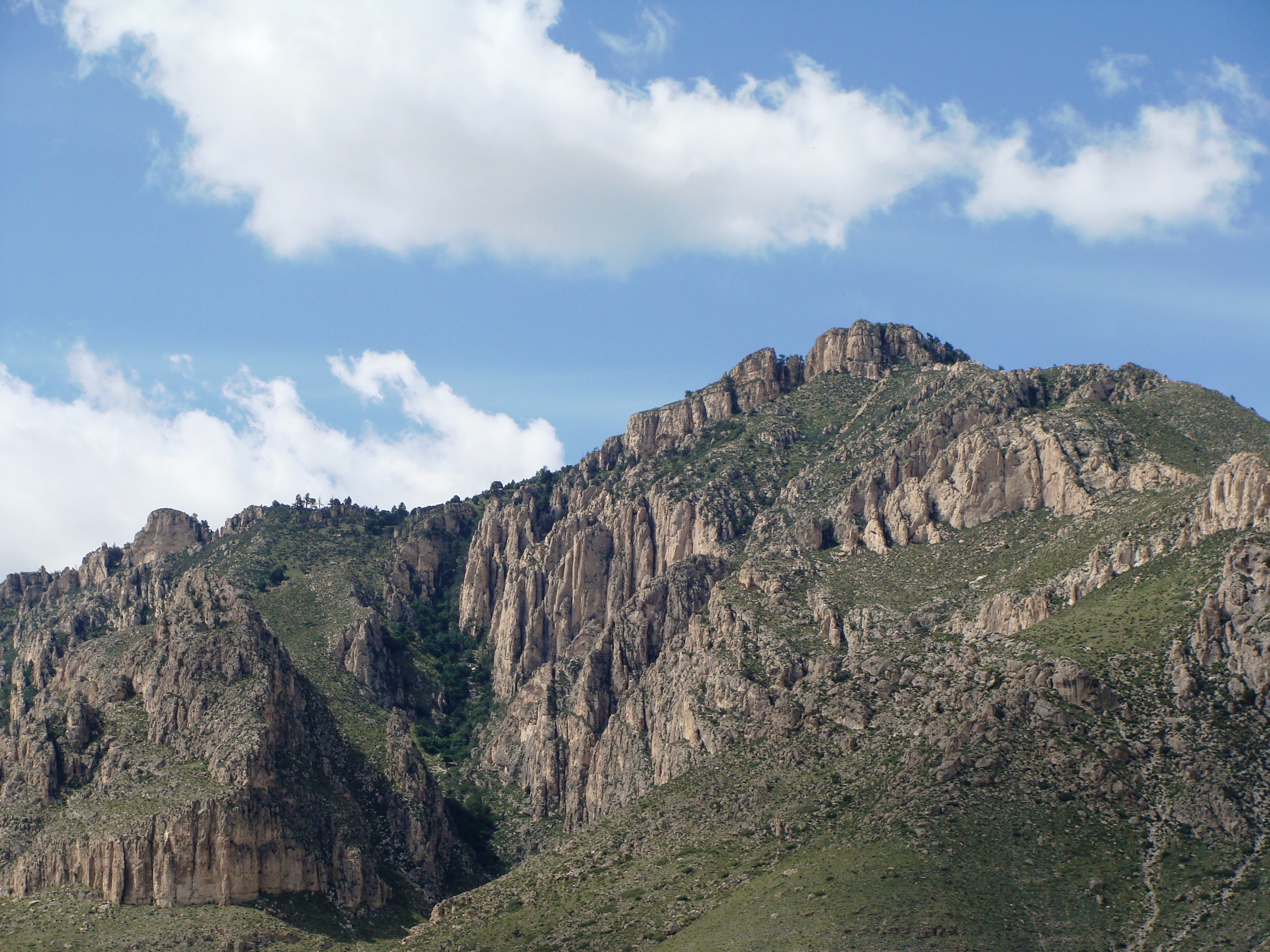
亨特尔峰

瓜达洛普山脉的最高峰是瓜达洛普峰，也是得克萨斯州内的最高点，海拔2667m。山脉位于萨克拉门托山脉的东南方、断背山的东方。山脉自得克萨斯州瓜达洛普公园向西北、东北延伸到新墨西哥州。向东北的延伸抵达卡尔斯巴德西南约16km，邻近白城和卡尔斯巴德洞窟国家公园；西南端位于厄尔·卡匹敦，在埃尔帕索以东约140km。山脉从奇瓦瓦沙漠的干燥基底抬升了超过900m。瓜达洛普山脉的东方和北方被南部平原环绕，南部邻接特拉华山脉，西方则是萨克拉门托山脉。

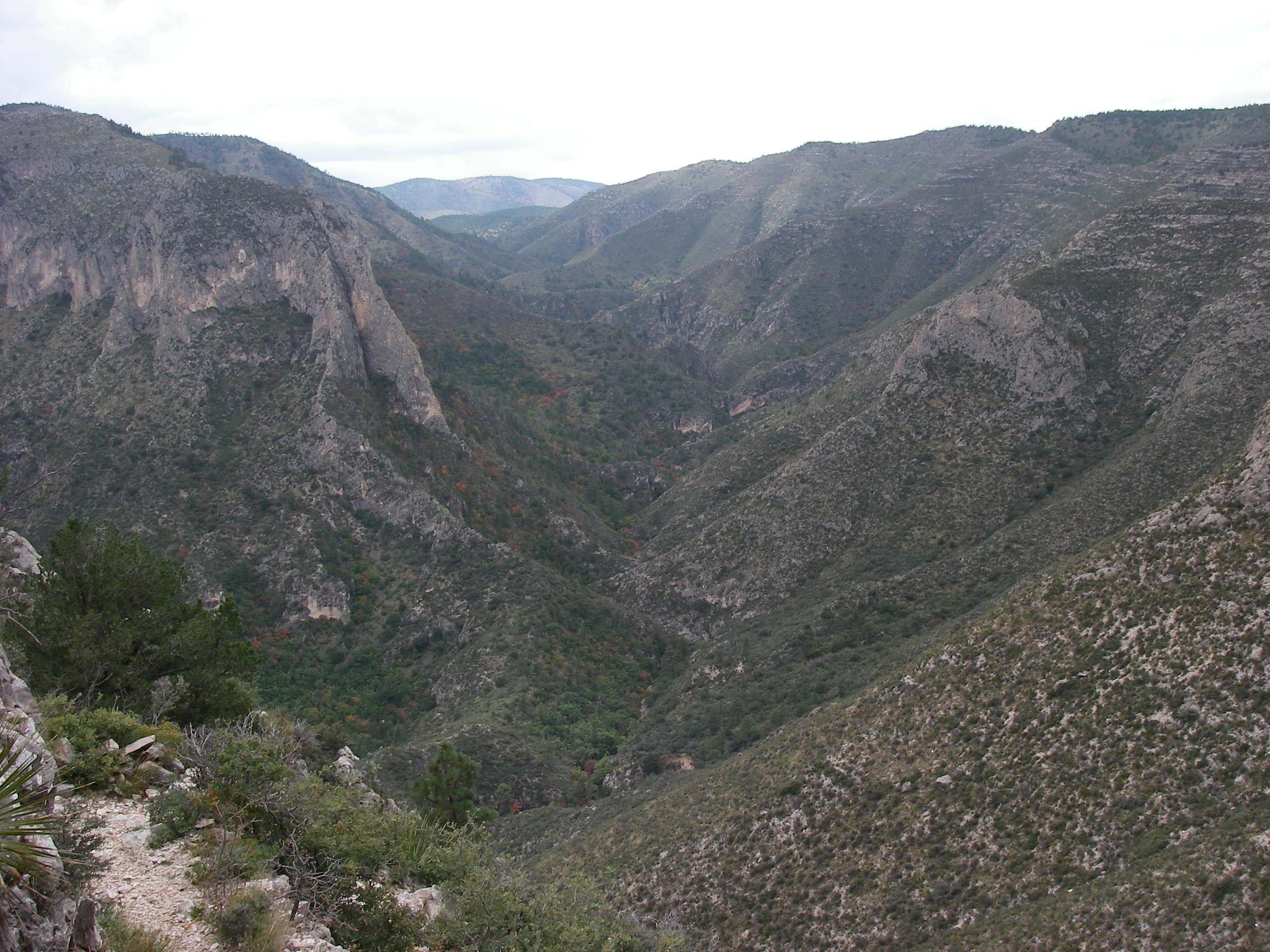
自瓜达洛普山脉俯视麦克垂克峡谷

山脉的大部分位于二叠纪卡匹敦期浅海礁石上。二叠纪瓜达洛普世就以该山脉命名，卡匹敦期则以卡匹敦礁命名。山脉主要都由石灰岩组成，高地部分几乎没有表层水。表层水唯一有显著表现的地方是位于该区域东缘的麦克垂克溪，就在新墨西哥州边境以南。基底抬升的海拔自西部的海平面上1200m到东部的1500m都有。南端的山峰可达2400m。
瓜达洛普山脉夏季高温，秋季温和凉爽，冬季到早春寒冷。暴风雪、冻雨或大雾可能在冬季或早春出现。冬春季常有大风警报。夏末，季风会催生雷暴。即便在夏天，夜晚也很凉爽。

## 地质

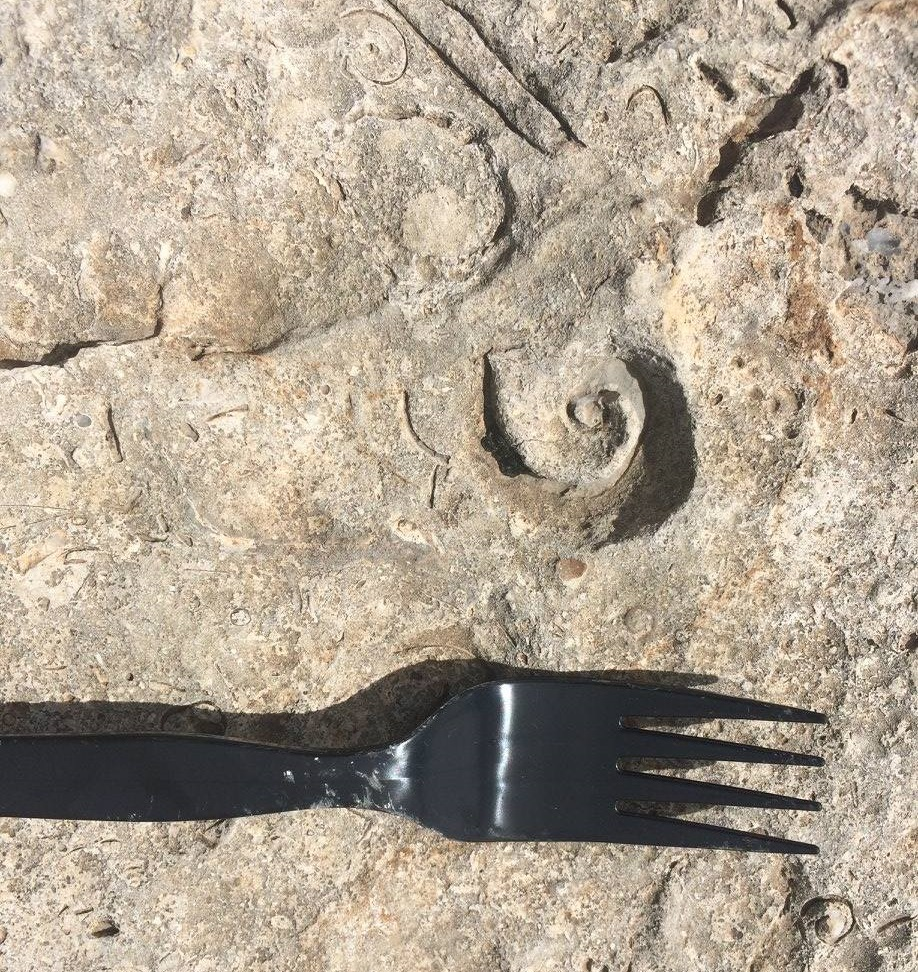
沿二叠纪礁岩迹分散的腹足动物化石(麦克垂克峡谷，TX)

瓜达洛普山脉主要由二叠纪沉积岩组成。尽管岩石现在所处的海拔已有上千米，特拉华盆地中形成岩石的沉积物是浅海环境的，位于当时的北美克拉通南缘。沉积环境可能与今日的巴哈马群岛或南佛罗里达很相似，温暖的气候和清澈的水体利于光合作用有机体生长和碳酸盐礁形成。有机体死去、被埋藏后，海水中的碳酸钙结合到贝壳中，形成石灰岩，保存了化石及其生态环境。特拉华盆地中的卡匹敦组碳酸盐是现存出露于地表最大、最连续的史前石灰岩礁群之一。被埋藏的有机质形成石油和天然气，这片地区有近25万口油气井。
形成于浅海的特拉华盆地基岩大约在新生代抬升。法拉龙板块向美国西部下方俯冲的隐没带增厚了有浮力的陆壳，并使美国西南大部发生科罗拉多高原抬升。随着法拉龙板块在中晚新生代彻底潜没，侧向的压力得以沿北美板块西缘释放，转换板块边界在美国西部沿圣安德烈斯断层出现。结果，科罗拉多高原沿侧向延伸，沿盆地和山脉区的地壳伸展特征形成了地形起伏和山地特征，如瓜达洛普山脉以西的里奥格兰德裂谷。与里奥格兰德裂谷张裂相似的机制可能也发生于瓜达洛普山脉地带边缘地形起伏的形成，用洞穴沉积物反映的地下水层排水年代推测，其时间约在2000万年前。
瓜达洛普山脉内部主要有一系列西北-东南走向的河谷，使得大量海岩得以出露。在干旱、半干旱的环境中，卡匹敦礁连续的石灰岩基岩形成大片突出悬崖，横贯整个地形区。这些悬崖一般沿公园东缘出露。通过深裂缝循环的地下水溶解石灰岩并形成庞大的洞穴网，包括卡尔斯巴德洞窟国家公园。

## 生态
瓜达洛普山脉主要由3个主要的生态系统。其一，公园西缘展现沙漠盐盘和矿物杂酚油荒漠，东部低海拔地区则被草原、沼泽松以及鳄皮圆柏和单子圆柏等刺柏覆盖。其二，麦克垂克等东南端的峡谷则有枫树、梣树、北美黄橡和其它落叶树。这些树可以生长在沙漠中，水资源可由湿润的高地在春季补充。其三，海拔2100m以上的山地则被更密集的西黄松、墨西哥白松和花旗松树林覆盖，也有少量颤杨。
瓜达洛普山脉有许多世界级洞穴，如卡尔斯巴德洞窟和1986年发现的龙舌兰洞。古代居住于这里的原住民主要有普韦布洛和莫戈隆人，19世纪则有阿帕奇和许多英裔囚犯。